# Kenton (Suffolk)
Kenton is een civil parish in het bestuurlijke gebied Mid Suffolk, in het Engelse graafschap Suffolk met 237 inwoners.